# Distretto Est (Stoccarda)
Il distretto Est è un distretto di Stoccarda.